# Nyamutinda
Nyamutinda är ett vattendrag i Burundi.   Det ligger i provinsen Cankuzo, i den nordöstra delen av landet, 140 km öster om huvudstaden Bujumbura.
Omgivningarna runt Nyamutinda är en mosaik av jordbruksmark och naturlig växtlighet. Runt Nyamutinda är det ganska tätbefolkat, med 96 invånare per kvadratkilometer.